# Vaisigano
Vaisigano è un distretto delle Samoa. Comprendente parte dell'isola Savai'i, ha una popolazione (Censimento 2016) di 6.543 abitanti. Il capoluogo è Asau.